# Судетські німці

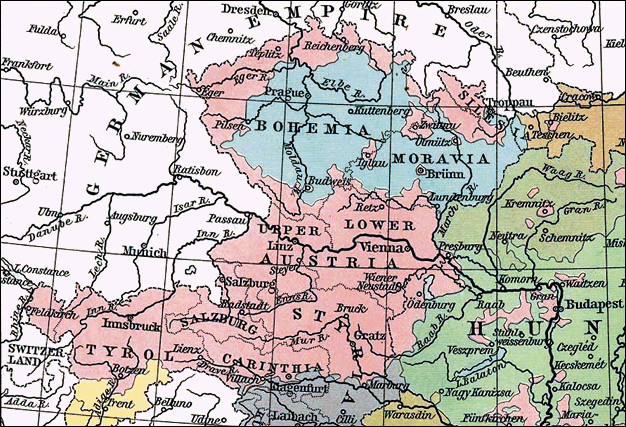
Німецьке населення на карті Австро-Угорщини. Виділені рожевим кольором. Чеське населення — блакитним. 1911.

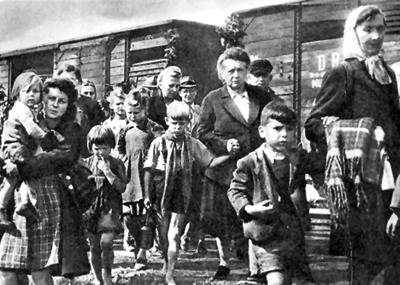
Судетські німці під час депортації. 1945

Суде́тські ні́мці або судетонімці (нім. Sudetendeutsche, чеськ. sudetští Němci, Sudetoněmci, Sudeťáci) — етнографічна група німців, що до 1945 компактно проживала в північних і північно-західних регіонах Чехії (переважно в горах Судети, але не лише). Цей термін в 1920-і 1930-і роки також застосовувався низкою політиків як загальний ярлик для всіх німців у межах Богемії, Моравії і Чеської Сілезії.

## Важливість судетських німців
Найскладнішою національною проблемою в міжвоєнний період — проблемою, яка відіграла ключову роль у знищенні демократичної Чехословаччини — була проблема судетських німців, які проживали здебільшого в Судетській області (Sudetenland).
У Чехословаччині мешкало понад 3,5 мільйони етнічних німців, які становили близько 23 відсотків населення республіки.
У Судетах (англ. Sudetenland) були розташовані величезні хімічні заводи та ліґнітові шахти, а також склозаводи, текстильні, та порцелянові заводи. На заході солідний німецький трикутник (Егерланд) оточував Хеб і був найактивніший у пан-німецькому націоналізмі. Чеський Ліс (чеськ. Český Les, нім. Böhmischer Wald) тягнувся вздовж кордону з Баварією до бідних землеробських країв південної Богемії.
Моравія містила плямки «замкненої» німецької території на півночі та півдні. Характернішими були німецькі «мовні острівці» — міста, населені значними німецькими меншинами, але оточені чехами. Крайній німецький націоналізм ніколи не був типовим для цього регіону. Німецький націоналізм у вугілевидобувному регіоні південної Сілезії (де 40,5 % складали німці) стримувався там побоюваннями щодо конкуренції з боку промисловості Німеччини.
Не всі етнічні німці мешкали в ізольованих та чітко визначених районах компактного проживання — в силу історичного розвитку чеське та німецьке населення були змішані в багатьох місцях, і принаймні часткове знання другої мови було цілковито звичним явищем.
Із другої половини XIX століття чехи та німці створили окремі культурні, освітні, політичні та економічні інституції, які обома сторонами трималися в ізоляції одна від одної. Ця сепарація тривала аж до кінця Другої світової війни.

## Політика Чехословаччини стосовно судетських німців
Рання політика уряду Чехо-Словаччини, спрямована на виправлення соціальної несправедливості та здійснення помірного перерозподілу багатств, вплинула на німецьке населення більше, ніж на інших громадян. У 1919 уряд конфіскував 1/5 банківських внесків кожного громадянина у паперовій валюті. Найбільше це на собі відчули ті німці, які були найбагатшими на Чеських землях. Акт Контролю за землею приніс із собою експропріацію обширних маєтків, багато з яких до тих часів належали німецькій шляхті чи великим землевласникам. Землю роздавали головно чеським селянам, часто безземельним, котрі складали більшість землеробського населення. Станом на січень 1937-го лише 4,5 % усієї розподіленої землі отримали судетські німці, чиї протести виражалися в нескінченних зверненнях.